# Wildfeldalm
Die Wildfeldalm ist eine Alm in der Gemeinde Bayrischzell.
Eine Almhütte der Wildfeldalm steht unter Denkmalschutz und ist unter der Nummer D-1-82-112-72 in die Bayerische Denkmalliste eingetragen.

## Baubeschreibung
Bei der Almhütte der Wildfeldalm handelt es sich um einen erdgeschossigen Blockbau über einem hohen Bruchsteinsockel mit einem legschindelgedeckten Flachsatteldach. Das Gebäude entstand wohl noch im 18. Jahrhundert.
Unterhalb des alten Kasers befindet sich ein neueres Gebäude aus dem Jahr 1998.

## Heutige Nutzung
Die Wildfeldalm ist bestoßen, jedoch nicht bewirtet.

## Lage
Die Wildfeldalm liegt im Mangfallgebirge unterhalb der Rotwand auf einer Höhe von 1600 m ü. NHN. Östlich der Wildfeldalm befindet sich das Rotwandhaus.